# Romelândia
Romelândia är en kommun i Brasilien.   Den ligger i delstaten Santa Catarina, i den södra delen av landet, 1 300 km söder om huvudstaden Brasília. Antalet invånare är 5 551.
Omgivningarna runt Romelândia är en mosaik av jordbruksmark och naturlig växtlighet. Runt Romelândia är det ganska tätbefolkat, med 108 invånare per kvadratkilometer.